# Powiat Greifswald (1806–1952)

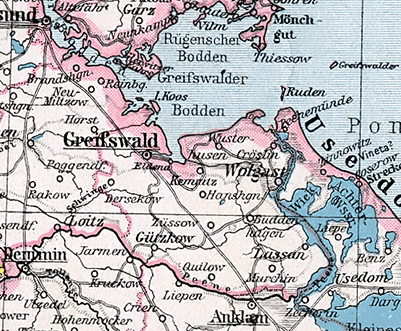
Mapa powiatu z 1905 r.

Powiat Greifswald (niem. Landkreis Greifswald, Kreis Greifswald) – dawny powiat na terenie kolejno Korony Szwedzkiej, Prus, Cesarstwa Niemieckiego, Republiki Weimarskiej oraz III Rzeszy, istniejący od 1806 do 1952.  Do 30 września 1932 należał do rejencji stralsundzkiej, w prowincji Pomorze, ale dzień później został włączony do rejencji szczecińskiej w tej samej prowincji. Teren dawnego powiatu leży obecnie w Niemczech, w kraju związkowym Meklemburgia-Pomorze Przednie w powiecie Vorpommern-Greifswald.
1 stycznia 1945 w skład powiatu wchodziły:
- trzy miasta: Gützkow, Lassan i Wolgast
- 13 innych gmin